# Cyd

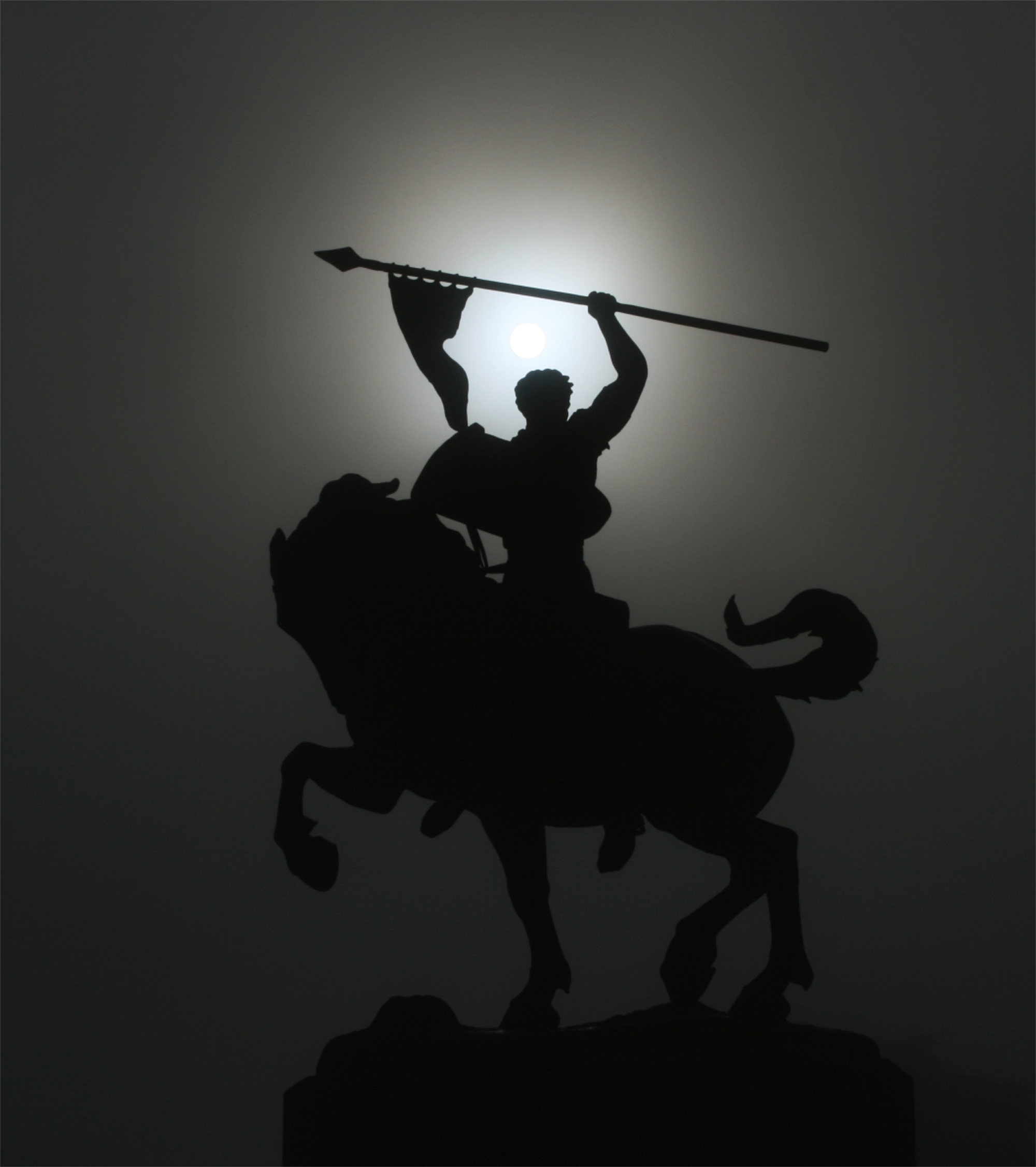
Pomnik El Cyda w San Francisco

Rodrigo (Ruy) Díaz de Vivar (ur. ok. 1043 w Vivar del Cid w prowincji Burgos, zm. 10 lipca 1099 w Walencji), zwany Cydem Walecznym (hiszp. El Cid Campeador), Mój Cyd (Mio Cid) lub po prostu Cyd (El Cid, z arab. ‏سيد‎ sīd – Pan) – hiszpański bohater narodowy czasów rekonkwisty, kastylijski rycerz (hidalgo), zdobywca i późniejszy zarządca miasta Walencja.

## Życiorys
Dokładna data urodzenia Rodriga nie jest znana, choć większość historyków przyjmuje rok 1040. Urodził się w niewielkiej wiosce Vivar niedaleko Burgos (ówczesnej stolicy Kastylii) w rodzinie drobnej szlachty tzw. infanzones. Jego ojcem był Diego Laínez de Vivar, matką zaś Teresa Rodríguez.
Za zasługi jego nieżyjącego już ojca młody Rodrigo został przyjęty na dworze syna króla Kastylii Ferdynanda I, Sancha (późniejszego króla Sancha II Mocnego), który otoczył go opieką i polecił kształcić na rycerza. W młodości zyskał zaszczyty i splendor przynależny zwykle wyżej urodzonym. Ściągnęło to na niego nienawiść otoczenia. Wraz z Sanchem Cyd uczestniczył w wojnie przeciw taifie Sarakusty (tj. dzisiejszej Saragossy) w 1063 roku. Odznaczył się męstwem i kunsztem rycerskim, zatem Sancho uczynił go jednym z najważniejszych dowódców. W późniejszych walkach o dominację w królestwie Kastylii, które toczył Sancho przeciw swojemu rodzeństwu, Cyd był wartościowym dowódcą, który potrafił przechylić szalę zwycięstwa na korzyść swego feudała. Lecz w 1072 Sancho padł ofiarą podstępnej zasadzki i zginął z rąk żołnierza jednej z jego sióstr. Dominację zdobył inny z braci, Alfons i początkowo nie darzył Cyda nienawiścią, co więcej oddał mu rękę królewskiej kuzynki Jimeny, którą poślubił w 1074 roku. Po pewnym czasie Alfons, prawdopodobnie wskutek dworskich intryg, oskarżył Cyda o defraudację poważnej sumy pieniędzy i kosztowności, po czym wygnał go z królestwa w 1076 roku. Od tego czasu Cyd był najemnikiem u różnych drobnych władców lub feudałów, czasem walcząc na własną rękę. Zdarzało mu się walczyć i po stronie chrześcijan, i Maurów. Cyd był między innymi dowódcą wojsk muzułmańskiego taifatu Saragossy, gdzie osobiście przewodził najazdom na terytoria królestwa Kastylii. Będąc w opresji, Alfons ponownie wezwał Cyda na pomoc, co ten uczynił, lecz nieszczęśliwym zrządzeniem wypadków nie udało mu się dotrzeć do króla. To spowodowało w 1081 uwięzienie żony i córek Cyda, a także konfiskatę dóbr i ponowne skazanie na banicję. Cyd na nowo podjął się swego rycerskiego rzemiosła. Przypisuje mu się znaczne zasługi w wyparciu przez chrześcijan Maurów z Półwyspu Iberyjskiego. Wraz z władcami Aragonii i Saragossy podjął się wojny z berberyjskimi siłami Almorawidów. W roku 1094 zdobył Walencję, pokonując pod Cuart de Poblet armię Almorawidów. Walencją władał aż do śmierci w 1099 roku. Po jego śmierci władzę przejęła jego żona Jimena, ale utrzymała ją jedynie do 1102 roku, kiedy władzę przejął Alfons VI, król Leónu.

## Cyd w kulturze
Cyd był uważany za wzór cnót rycerskich, symbol męstwa i lojalności. W podaniach przekazywano, że nigdy nie zdarzyło mu się przegrać bitwy. Jego postać stała się pierwowzorem średniowiecznego dzieła literackiego eposu rycerskiego Pieśń o Cydzie. Poza tym był bohaterem licznych ballad ludowych oraz dramatu francuskiego pisarza Pierre’a Corneille’a Cyd, operę o nim skomponował Jules Massenet.
- W 1961 roku został nakręcony amerykański film fabularny Anthony’ego Manna pt. Cyd (El Cid) z Charltonem Hestonem i Sophią Loren w rolach głównych, opisujący historię życia tytułowego bohatera[3].
- W 2003 r. powstał film animowany El Cid – Legenda o mężnym rycerzu (tytuł oryginalny El Cid: La leyenda) w reżyserii José Pozo[4].
- W 2020 powstał pierwszy sezon serialu produkcji hiszpańskiej Cyd Waleczny (El Cid), który miał premierę w usłudze Amazon Prime Video[5]. Drugi sezon wyprodukowano w roku 2021[6].
- Okazały pomnik Cyda pędzącego na koniu z uniesionym mieczem stoi przy Paseo del Espolón w jego rodzinnym Burgos. W Muzeum Wojska w Madrycie, w dawnym Salonie Królestw prezentowany jest miecz Cyda, La Tizona.